# Svanbergita
La svanbergita és un mineral de la classe dels fosfats, que pertany al grup de la beudantita. Rep el nom en honor de Lars Fredrik Svanberg (Estocolm, Suècia, 13 de maig de 1805 - Uppsala, Suècia, 16 de juliol de 1878), químic, mineralogista i professor de mineralogia de la Universitat d'Uppsala, a Suècia.

## Característiques
La svanbergita és un fosfat de fórmula química SrAl₃(PO₄)(SO₄)(OH)₆. Cristal·litza en el sistema trigonal. La seva duresa a l'escala de Mohs és 5.
Segons la classificació de Nickel-Strunz, la svanbergita pertany a «08.BL: Fosfats, etc. amb anions addicionals, sense H₂O, amb cations de mida mitjana i gran, (OH, etc.):RO₄ = 3:1» juntament amb els següents minerals: beudantita, corkita, hidalgoïta, hinsdalita, kemmlitzita, woodhouseïta, gal·lobeudantita, arsenogoyazita, arsenogorceixita, arsenocrandal·lita, benauita, crandal·lita, dussertita, eylettersita, gorceixita, goyazita, kintoreïta, philipsbornita, plumbogummita, segnitita, springcreekita, arsenoflorencita-(La), arsenoflorencita-(Nd), arsenoflorencita-(Ce), florencita-(Ce), florencita-(La), florencita-(Nd), waylandita, zaïrita, arsenowaylandita, graulichita-(Ce), florencita-(Sm), viitaniemiïta i pattersonita.

## Formació i jaciments
Va ser descoberta a la localitat d'Hålsjöberg, a Torsby, al comtat de Värmland, a Suècia. Tot i no tractar-se d'una espècie gens habitual ha estat descrita a tots els continents del planeta a excepció de l'Antàrtida.